# Гостомлянский сельсовет
Гостомля́нский сельсовет — муниципальное образование со статусом сельского поселения в Медвенском районе Курской области Российской Федерации.
Административный центр — село 1-я Гостомля.

## История
Статус и границы сельсовета установлены Законом Курской области от 21 октября 2004 года № 48-ЗКО «О муниципальных образованиях Курской области».
Законом Курской области от 26 апреля 2010 года № 26-ЗКО в состав сельсовета включены населённые пункты упразднённого Тарасовского сельсовета.

## Население
| 2002  | 2010  | 2012  | 2013  | 2014  | 2015  | 2016  |
| ----- | ----- | ----- | ----- | ----- | ----- | ----- |
| 885   | ↗1077 | ↘1066 | ↘1049 | ↗1057 | ↘1051 | ↗1052 |
| 2017  | 2018  | 2019  | 2020  | 2021  |       |       |
| ↗1072 | ↗1079 | ↘1065 | ↘1051 | ↘1050 |       |       |

## Состав сельского поселения
| №  | Населённый пункт | Тип населённого пункта       | Население |
| -- | ---------------- | ---------------------------- | --------- |
| 1  | 1-е Плесы        | деревня                      | ↘59       |
| 2  | 1-я Гостомля     | село, административный центр | ↘290      |
| 3  | 2-е Плесы        | деревня                      | ↘7        |
| 4  | 2-я Гостомля     | деревня                      | ↘137      |
| 5  | Александровка    | деревня                      | ↘25       |
| 6  | Белый Колодезь   | село                         | ↘31       |
| 7  | Благодатное      | деревня                      | ↗56       |
| 8  | Глебово          | село                         | ↘12       |
| 9  | Домра            | хутор                        | ↘3        |
| 10 | Ивановка         | деревня                      | ↘13       |
| 11 | Красновка        | хутор                        | →0        |
| 12 | Липник           | деревня                      | ↘24       |
| 13 | Песочное         | хутор                        | ↘2        |
| 14 | Самсоново        | деревня                      | ↘16       |
| 15 | Свидное          | деревня                      | ↘121      |
| 16 | Степь            | хутор                        | ↘0        |
| 17 | Тарасово         | село                         | ↘281      |